# 梁华 (1952年)
梁华（1952年—），男，汉族，廣東佛山人，中华人民共和国企业家、政治人物，現任全國政協常委、澳門金海集團董事長。

## 生平
梁华曾任中华海外联谊会常务理事、副会长。2008年，当选第十一届全国政协委员，代表特邀澳门人士，分入第五十四组。并担任文史和学习委员会副主任。2018年1月，当选第十三届全国政协委员。